# Hochwasser in Mitteleuropa im Frühjahr 2010

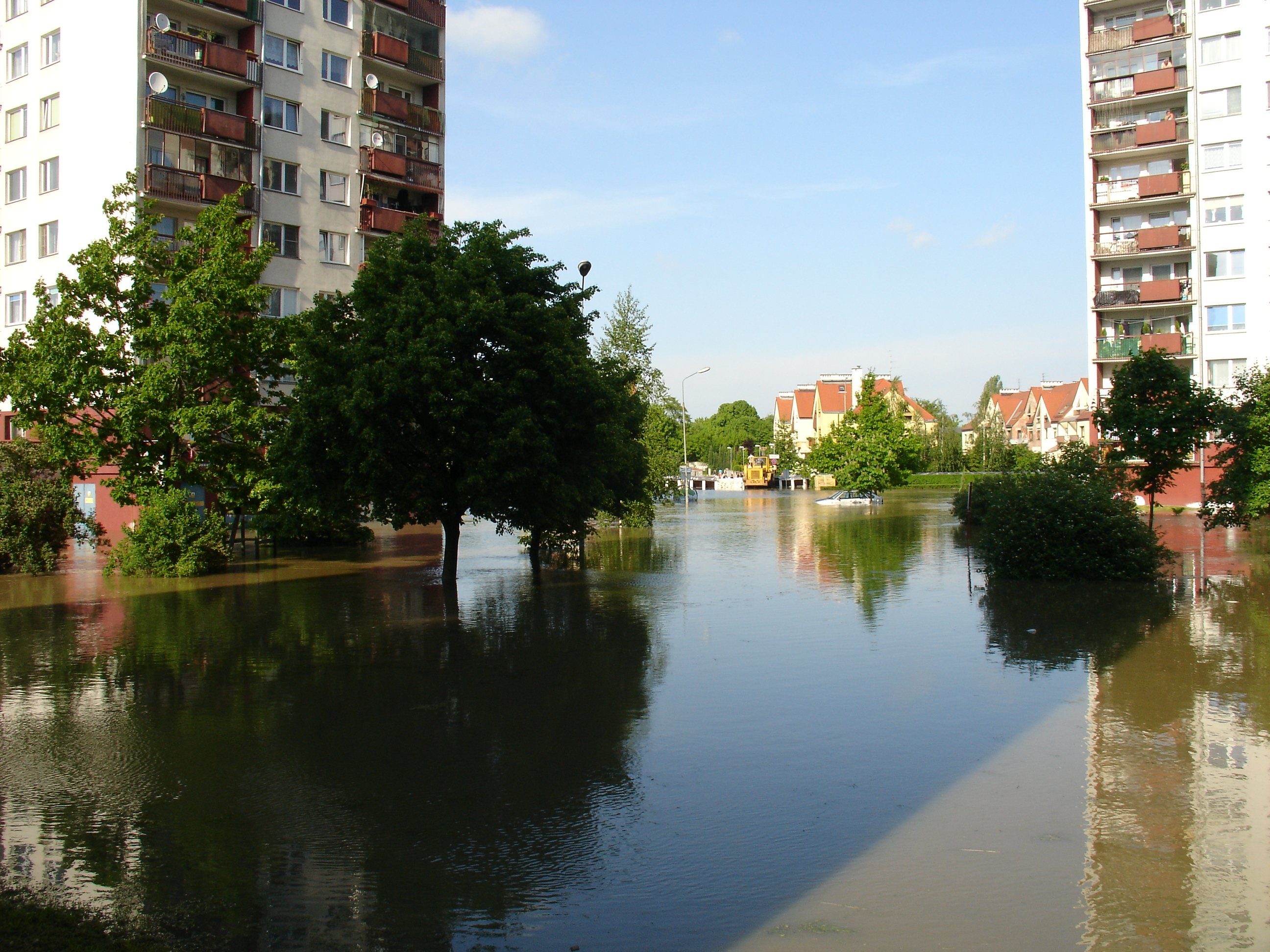
Breslau (Wrocław), Stadtteil Kozanów

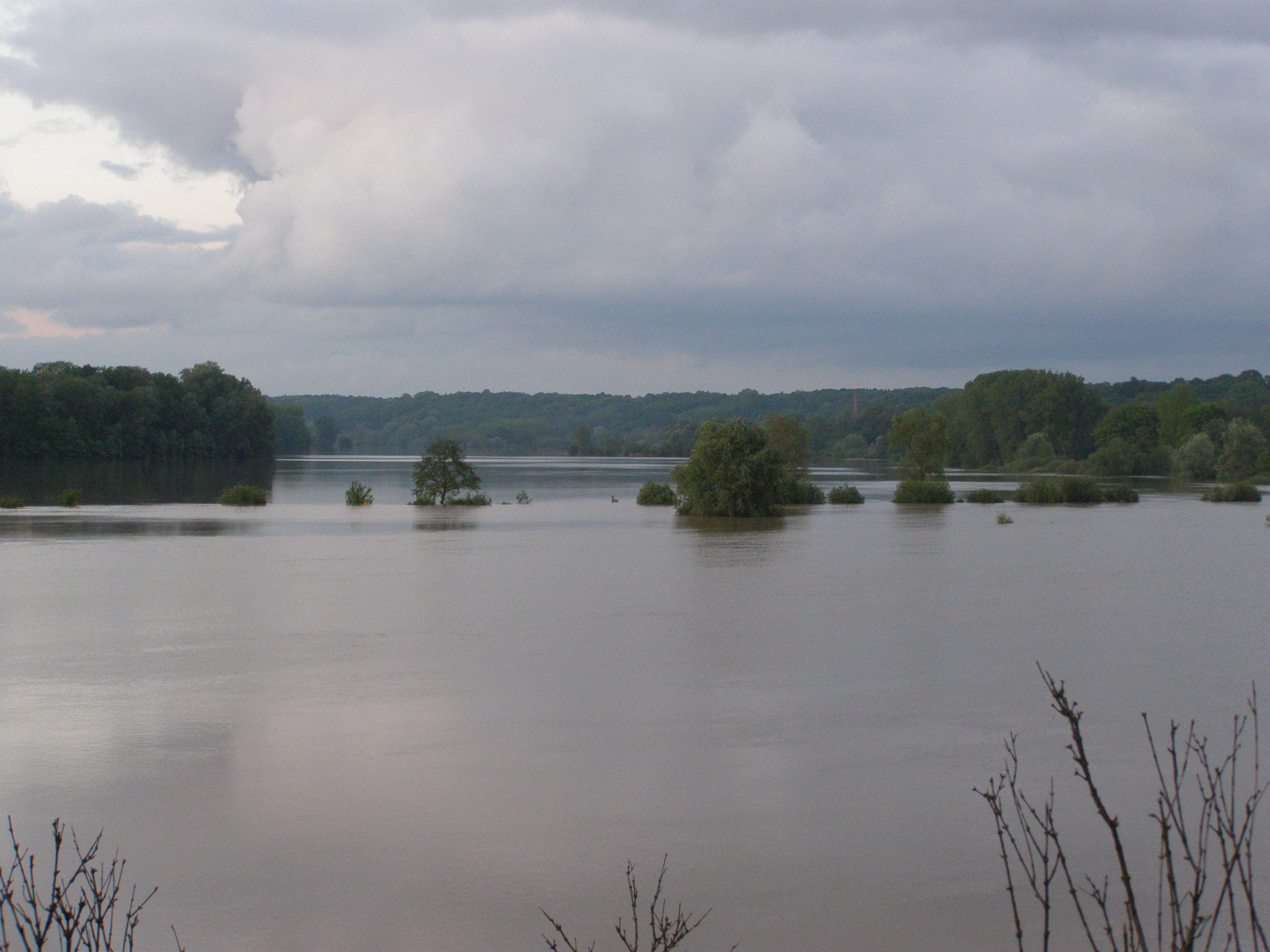
Überschwemmung durch die Weichsel bei Strzyżawa

Die Hochwasser in Mitteleuropa 2010 waren eine Reihe von Hochwasserereignissen in Mitteleuropa durch starke Niederschläge in einem Tiefdruckgebiet, das in Deutschland mit dem Namen Yolanda benannt wurde (siehe Namensvergabe für atlantische Sturmtiefs), das sich am 14. Mai über Nordafrika bildete und dann über das Mittelmeer zog. Das Zentrum dieses Systems verblieb dann einige Tage stationär über der Ukraine, bevor es sich nordwestwärts verlagerte.
Sturmböen in Verbindung mit Starkregen sowie Dauerregen führten verbreitet in Teilen Österreichs, in Polen, der Slowakei, Tschechien und Ungarn zu starkem Hochwasser oder Sturmschäden; betroffen waren mit Bulgarien und Serbien auch Gebiete auf der Balkanhalbinsel sowie die Ukraine. Durch die Auswirkungen kamen mindestens 29 Menschen ums Leben.
Die hauptsächlich betroffenen Regionen waren Nordmähren und Schlesien in Tschechien, Schlesien in Polen sowie die Ostslowakei und Nordungarn. Auch der Osten Österreichs war aufgrund von Stürmen betroffen. Entwässert werden diese Regionen zum Schwarzen Meer über March, Ipeľ und Theiß weiter in die Donau sowie zur Ostsee über Weichsel und Oder – weswegen vom Hochwasser auch Teile von Brandenburg in Deutschland betroffen waren.

## Tote
In den betroffenen Ländern gab es infolge der verschiedenen Wetterunbilden neben Sachschäden auch Verletzte und Tote.
| Staat      | Anzahl der Toten |
| ---------- | ---------------- |
| Österreich | 3                |
| Polen      | 25               |
| Serbien    | 2                |
| Slowakei   | 4                |
| Tschechien | 1                |
| Ungarn     | 2                |
| Insgesamt  | 37               |

## Niederschlagsmengen
Das Hochwasser in Mitteleuropa wurde durch extreme Regenfälle ausgelöst. In der Region von Weichsel und Oder seien von der Nacht auf Sonntag bis Dienstag früh örtlich deutlich mehr als hundert Liter Regen pro Quadratmeter gefallen, sagte der Meteorologe Bernd Zeuschner vom Deutschen Wetterdienst (DWD) in Offenbach.
Bielsko-Biała in Polen habe 286 Liter pro Quadratmeter und Lysá hora in Tschechien 279 Liter pro Quadratmeter gemeldet – auf dem höchsten Berg der Mährisch-Schlesischen Beskiden fielen zwischen dem 16. und 19. Mai über 50 cm Neuschnee. Flächendeckend gab es mehr als 100 Liter Regen pro Quadratmeter. Zum Vergleich: Die durchschnittliche Regenmenge im Mai für Deutschland beträgt 71 Liter pro Quadratmeter.
Niederösterreich, das vor allem mit den Starkregen zu kämpfen hatte, bekam über den gesamten Mai gerechnet stellenweise bis dreimal so viel Niederschlag wie im Durchschnitt ab.

## Deutschland

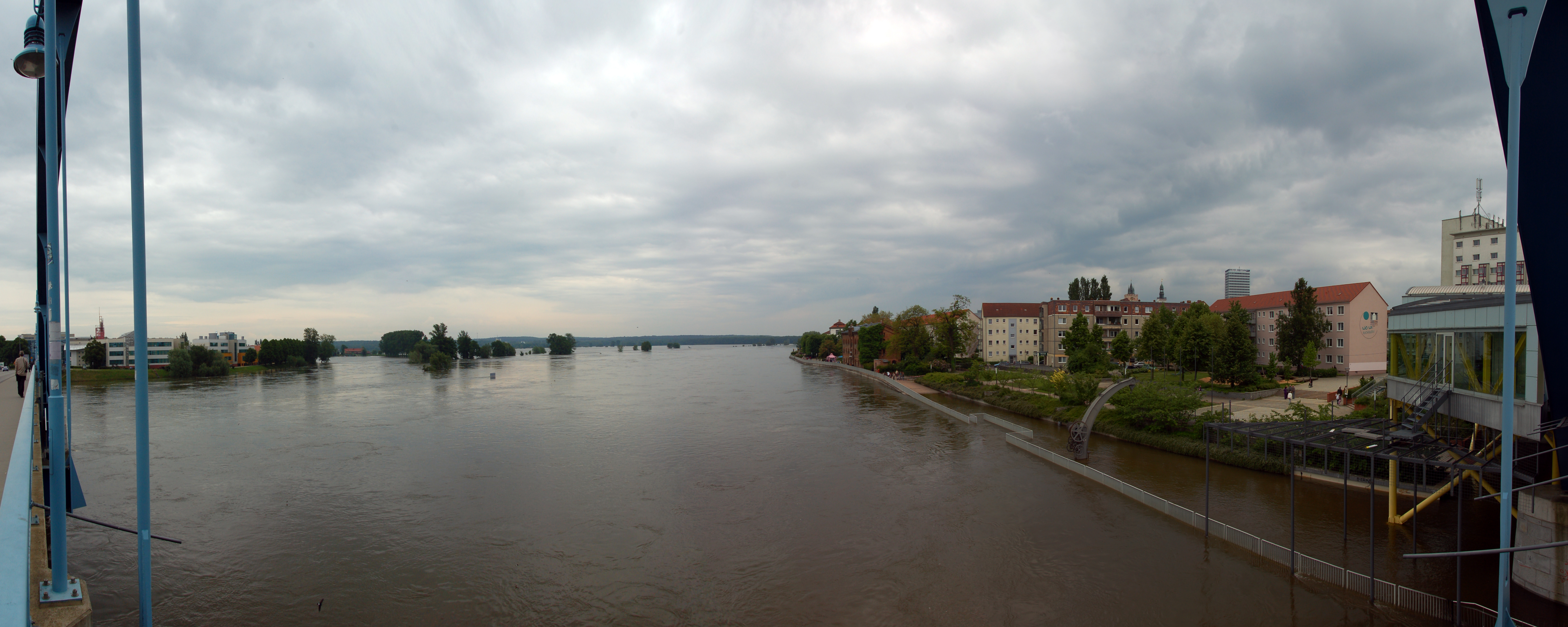
Hochwasser an der Oder in Słubice (links) und Frankfurt/Oder (rechts) am 30. Mai 2010

In Brandenburg wurde am 22. Mai 2010 Hochwasseralarm Stufe 1 ausgelöst. Der Scheitelpunkt des Hochwassers wurde für den 26./27. Mai erwartet.
Am 28. Mai 2010 wurden im Unteren Odertal bei Schwedt/Oder die sonst nur im Winter gefluteten Nasspolder 10 und A/B zur Entlastung der Ortschaften am polnischen Oderufer unter großem Medieninteresse geflutet, nachdem die örtlichen Landwirte die Flächen geräumt hatten.

## Kroatien
Anfang Juni gab es hohe Niederschlagsmengen und Pegel in Kroatien. Besonders schwer betroffen war Ostkroatien um die Städte Slavonski Brod und Vinkovci. 90 % der landwirtschaftlichen Flächen wurden überschwemmt, sodass bis 4. Juni geschätzte Schäden von 140 Millionen Euro auftraten.

## Österreich
Die Wettersituationen entsprachen in Ostösterreich, sowohl was den Niederschlag als auch den Wind angeht, einem zehnjährlichen Ereignis. Dazu kam noch ein Temperatursturz in ganz Österreich auf ca. 11 Grad.
Allein in Wien wurden zwischen dem 13. und dem 16. Mai Niederschläge von 110 l/m² gemessen. Allerdings wurden davon schon 52 l/m² am 13. Mai innerhalb einer Stunde gemessen, was einem 50-Jahreswert entspricht. (Statistisches Regenmaß, wie nur alle 50 Jahre)
Auf der Hohen Veitsch wurden Stürme mit einem Spitzenwert von 170 km/h, in Rechnitz im Burgenland im Flachland von 118 km/h gemessen.
Bedingt durch den Starkregen in Wien kam es bereits am Donnerstag, der Feiertag war, abends zu Überschwemmungen, da das Kanalnetz die Wassermengen nicht aufnehmen konnte. Etwa 20.000 Haushalte waren ohne Strom, da die Stromversorgung teilweise durch Wassereintritt in die Trafostationen ausfiel und zum Teil gezielt abgeschaltet werden musste, um der Feuerwehr das Kellerauspumpen gefahrlos zu ermöglichen. Allein zwischen 17:00 Uhr und 21:00 Uhr musste die Wiener Berufsfeuerwehr 250 Mal ausrücken. Schwerpunkte des Hochwassergeschehens waren Ottakring, Mariahilf, Neubau, Hietzing und Penzing. Auch die U-Bahn Linie U3 musste ihren Betrieb bis in die Nacht einstellen, da das Wasser bei der Baustelle Westbahnhof eindrang.
Die Stürme betrafen vor allem Ostösterreich das ganze Wochenende. Der Baumbruch war aber nicht so stark wie bei den vorjährigen Orkanstürmen wie Emma oder Paula. Trotzdem waren vor allem Verkehrsverbindungen immer wieder durch Baumbruch betroffen. So musste beispielsweise die Semmeringbahn am 17. Mai in der Nacht wegen Baumbrüchen gesperrt werden. Indirekt forderte der Sturm allerdings ein Todesopfer bei Aufräumarbeiten nach einem Baumbruch, da ein Feuerwehrmann unter ein Fahrzeug kam und dabei so schwere Verletzungen erlitt, dass er noch an der Unfallstelle starb.
Am 17. Mai musste von der Bezirkshauptmannschaft Gänserndorf Hochwasseralarm für die March gegeben werden, da aus Tschechien größere Wassermengen zu erwarten waren. Wie bei solchen Ereignissen üblich, wurden die Grenzübergänge in die Slowakei, die über die March führen, geschlossen. Es wurde aber versichert, dass die Hochwasserschutzbauten ausreichenden Schutz für die Bevölkerung bieten sollten. Erwartet wurde ein HQ1 bis HQ5
Am 19. Mai sind die Pegel wieder gefallen, da auch aus Mähren weniger Zulauf kommt. Bei Hohenau an der March lag der Pegel zu Mittag bei 5,29 Meter.
Starkregen führten vor allem im Bezirk Mistelbach rund um den Buschberg zu zahlreichen Überflutungen und Vermurungen. Viele Keller wurden bereits ein zweites Mal innerhalb der Woche geflutet.
Während es in den anderen Ländern vor allem zum Wasseraustritt bei großen Flüssen kam, traten die Hochwasserereignisse vor allem bei kleineren Zubringern an verschiedenen Orten vermehrt auf. So wurde am 25. Mai der Bezirk Korneuburg getroffen. Besonders stark war es dann am 26. Mai in der Buckligen Welt im Süden Niederösterreichs sowie im angrenzenden Burgenland. Ein Hagelgewitter und Starkregen mit einer Dauer von nur 40 Minuten verwandelte kleine Bäche in den Tälern in Sturzfluten. So stand man in Karl knapp davor, den Ort zu evakuieren, da das Rückhaltebecken zu bersten drohte. Im Bezirk Wiener Neustadt-Land waren zwei Tote in Verbindung mit dem Hochwasser zu beklagen. Zusätzlich angespannt wurde die Lage der Einsatzkräfte, da zeitgleich im Bezirk Tulln und in Klosterneuburg ein Tornado auftrat. Der von Meteorologen als schwach eingestufte Tornado mit etwa 120 km/h verursachte aber trotzdem große Schäden Ähnliche Gebiete, nämlich das Mittelburgenland und die Bucklige Welt betraf es tags darauf am 27. Mai neuerlich. Vor allem Hagel zerstörte wieder zahlreiche Dächer. Betroffen waren allein im Burgenland etwa 18 Gemeinden, wo etwa 250 Feuerwehrmitglieder in Einsatz waren. Aber auch in Kirchschlag wurden wieder Häuser vermurt und Brücken weggerissen. Während am 28. Mai noch immer Rotten im Süden Niederösterreichs von der Außenwelt abgeschnitten waren, gingen in den Abendstunden diesmal im Bezirk Horn starke Gewitter nieder, sodass ein Damm, der bereits im Vorjahr einmal brach, nur durch äußerste Anstrengung von 300 Feuerwehrleuten gehalten werden konnte. Am Sonntag, den 30. Mai fielen wieder lokal starke Niederschläge, die diesmal den Bezirk Korneuburg und den Bereich um Klosterneuburg trafen, aber auch weitere kleinräumige Überflutungen im Wienerwaldgebiet und auch in Oberösterreich auslösten.
Nachdem am 2. Juni vorhergesagte Starkregen in ganz Österreich eintrafen, stiegen auch die Pegel in Westösterreich. So trat der Inn in Schärding über die Ufer. Entlang der gesamten Donau in Österreich wurde der mobile Hochwasserschutz, der bereits in der letzten Woche aufgebaut wurde, weiter erhöht. Nachdem es in Salzburg bis zu 90 l/m² in 24 Stunden regnete, war außer dem Lungau auch das ganze Bundesland von Vermurungen und Sturzfluten betroffen und machte den Einsatz von 1.000 Feuerwehrleuten notwendig. In Linz wurde dabei das Linzer Auge, ein drehbares Ponton in der Donau, aus der Verankerung gerissen und versank.

## Polen

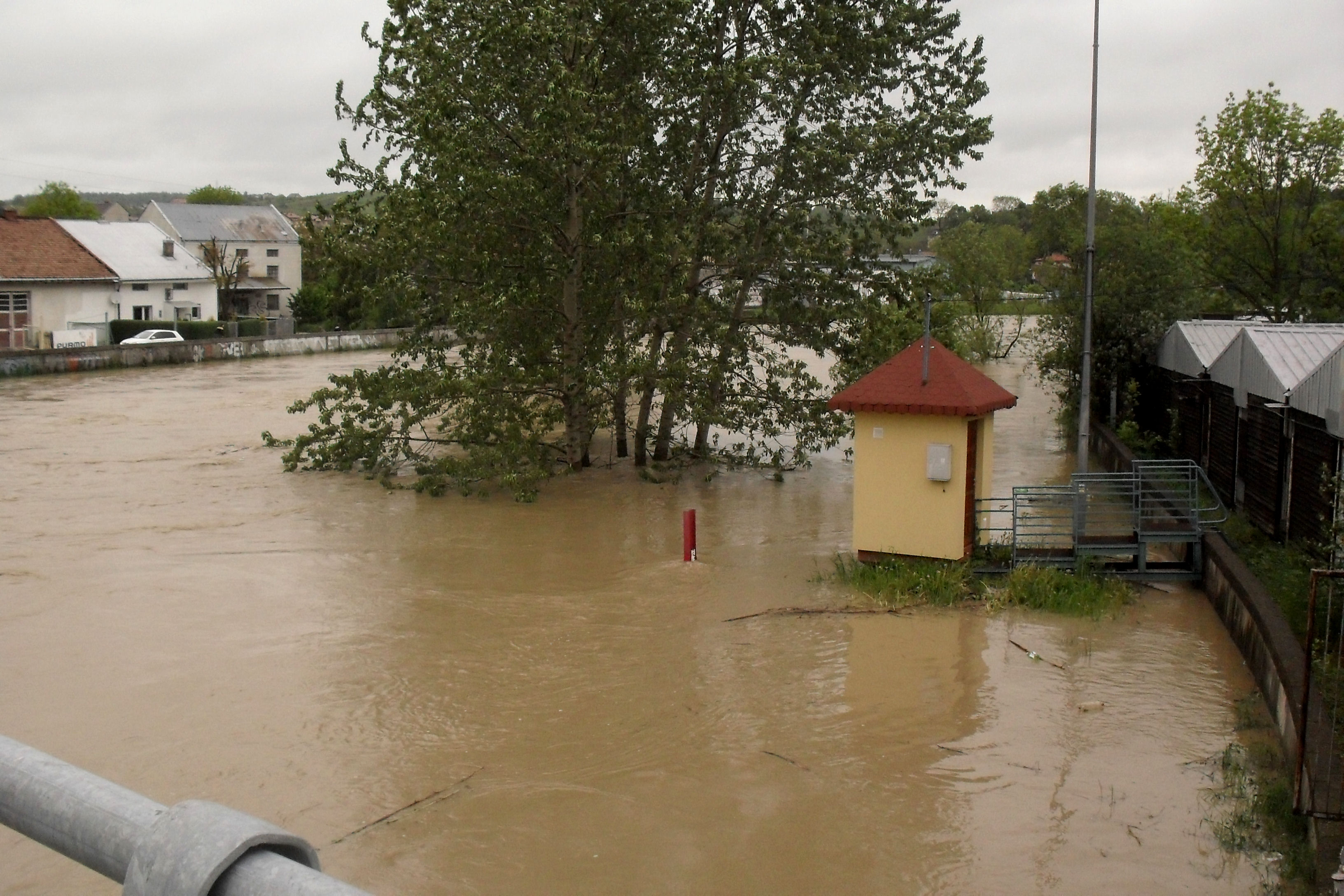
Fluss Jasiołka in Jasło am 17. Mai 2010 gegen 16:25 Uhr

In Polen waren von den Dauerregenfällen vor allem die Woiwodschaften im Süden des Landes betroffen. Die Überschwemmungen begannen am 15. Mai 2010, vor allem an Oder und Weichsel, aber auch andere Flüsse traten über die Ufer. Sandomierz wurde größtenteils überflutet. Die Hochwasser erreichten über Oder und Weichsel dann nach und nach auch andere Landesteile. In Krakau wurde der Notstand ausgerufen.
Am 18. Mai erzwang das Hochwasser der Weichsel die Schließung des Staatlichen Museums Auschwitz-Birkenau, wo Ausstellungsstücke in Sicherheit gebracht wurden. Teile des Geländes wurden in Mitleidenschaft gezogen, weil Lagerbaracken und Wege durch Wasser unterspült wurden. Helfer errichteten einen Schutzwall, um zu verhindern, dass das Lagergelände überflutet wird. Am 20. Mai 2010 wurde das Museum teilweise wieder geöffnet.

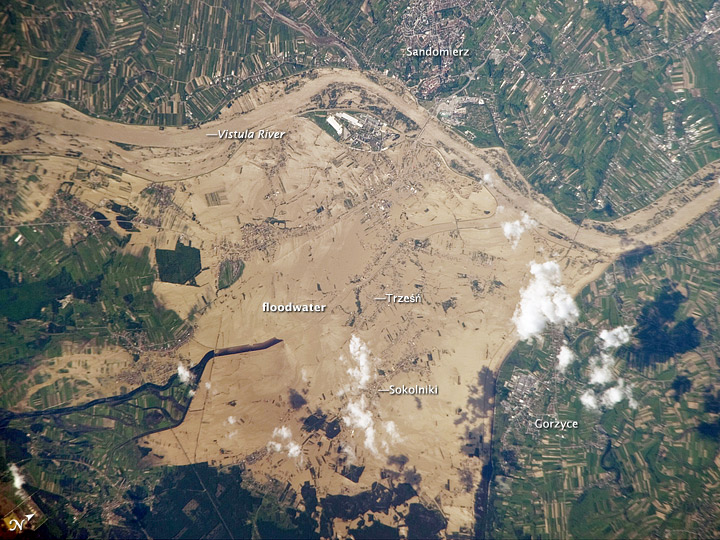
Hochwasser der Weichsel bei Sandomierz (Aufnahme von der ISS)

Deichbrüche sorgten an verschiedenen Stellen für Überschwemmungen. In Breslau (Wrocław) brach ein Deich an zwei Stellen und verursachte so die Überflutung des Stadtteils Kozanów, der bereits vom Oderhochwasser 1997 besonders stark betroffen war.
Am 23. Mai 2010 brach an der Weichsel bei Płock auf einer Länge von etwa 200 Metern ein Deich. Durch das durch die Lücke strömende Hochwasser wurden 23 Ortschaften überschwemmt, rund 8000 Hektar Land wurden unter Wasser gesetzt.
Anfang Juni bildete sich eine zweite Hochwasserwelle. In der Nacht zum 6. Juni 2010 brach ein Deich bei Sandomierz. Ein Deich brach ebenfalls bei Słupiec und bei Zastów Polanowski überspülte die Weichsel einen Deich. Den Einsatzkräften gelang es die Glashütte in Sandomierz vor der Überflutung zu schützen. Am 7. Juni 2010 brach bei Annopol ein Deich.

## Serbien
In Serbien forderte ebenfalls ein Hochwasser Todesopfer. So ertranken zwei Menschen im südserbischen Trgovište. Große Gebiete dieser Region waren von der Trinkwasser- und Stromversorgung abgeschnitten.

## Slowakei

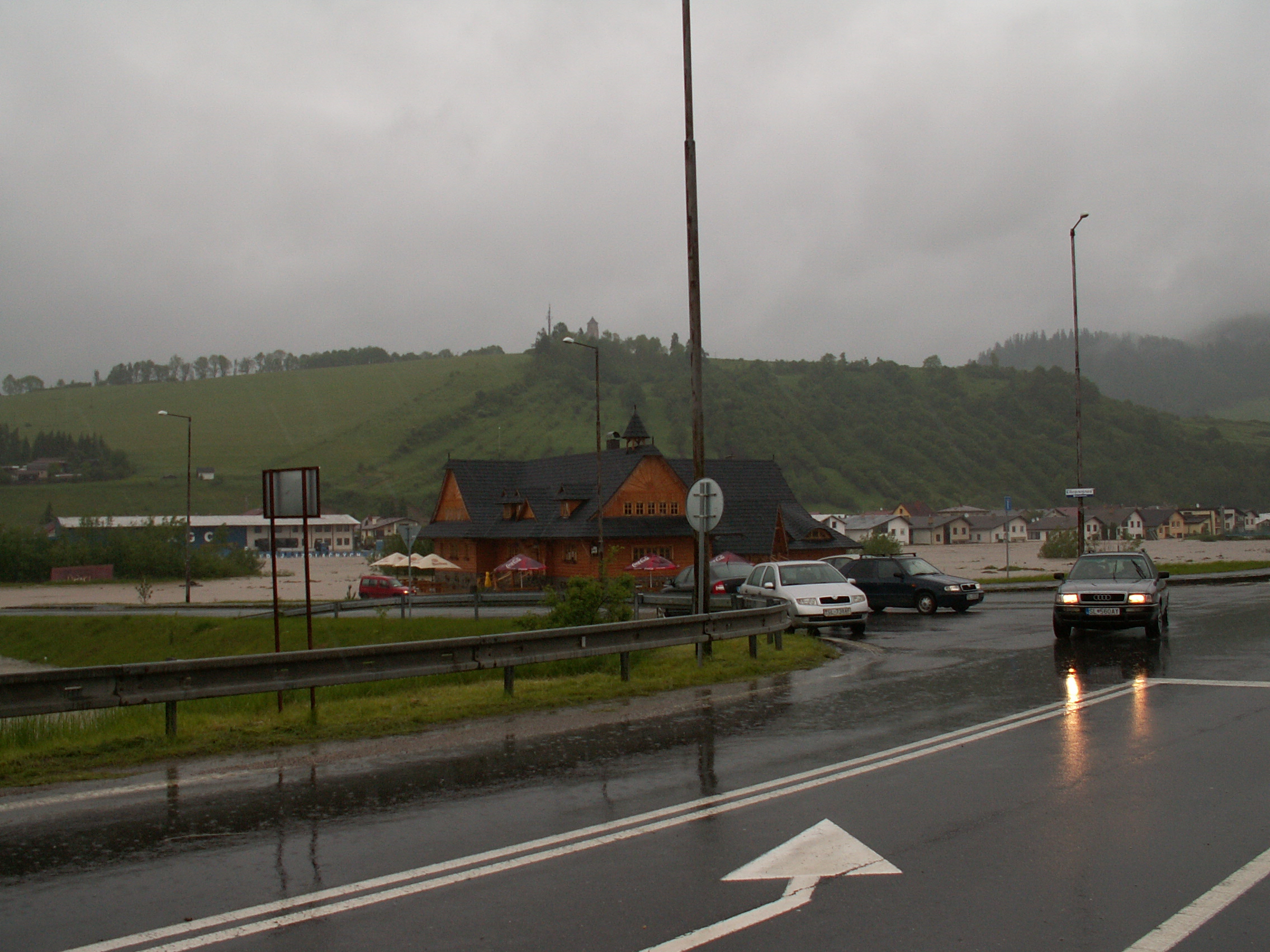
Hochwasser in Stará Ľubovňa, 4. Juni 2010

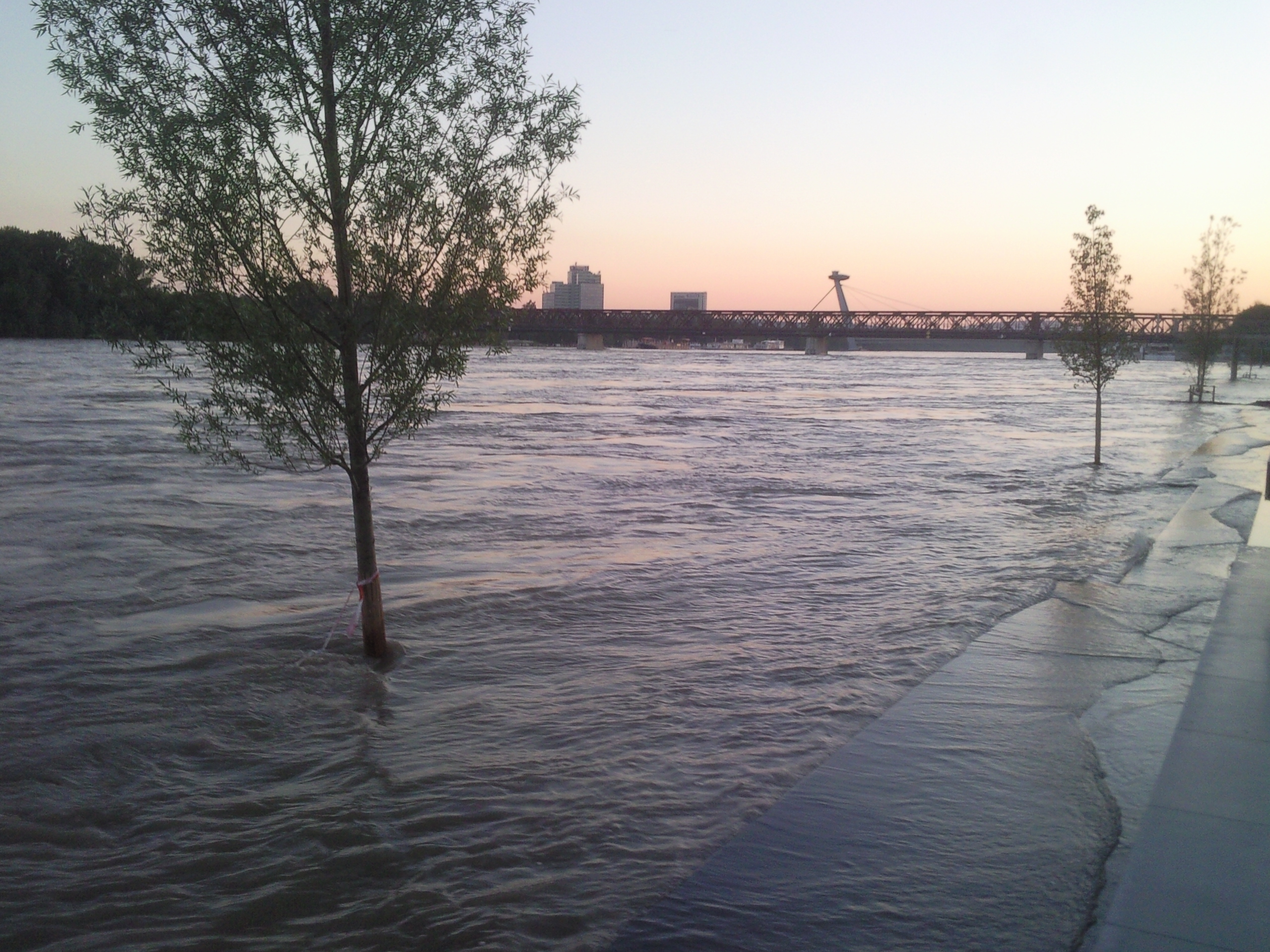
Donauhochwasser in Bratislava beim Stadtviertel Eurovea, 5. Juni 2010

Auch in der Slowakei kam es über das ganze Land verteilt zu Hochwassereignissen. Sowohl im Osten und Süden des Landes erreichten Flüsse die höchste Hochwasserwarnstufe.
In Kuzmice in der Ostslowakei mussten 150 Bewohner evakuiert werden. In der Nähe von Trebišov brach ein Damm, sodass die Fluten einzelne Dörfer von der Umwelt abschnitten und andere bedrohten.
Auch der Westen des Landes war betroffen. Bereits am 16. Mai 2010 fand man ein Todesopfer, das bei Nitrianske Sučany in einem hochwasserführenden Bach ertrunken war. Die Grenzübergänge über die March nach Österreich wurden geschlossen. Neben den starken Regenfällen verstärkten stürmische Winde die extreme Wetterlage. Der Zugverkehr wurde durch Unterspülungen oder umgestürzte Bäume an mehreren Orten unterbrochen, wie zwischen den Orten Šelpice und Boleráz.
Am 18. Mai stellte die Armee zusätzliche Mannschaften und Einrichtungen zur Unterstützung der Opfer zur Verfügung. Zur besseren Organisation wurden drei Zentren eingerichtet: im westslowakischen Sereď, nordslowakischen Martin sowie im ostslowakischen Trebišov.
Am Mittwoch, den 19. Mai sanken die Pegel teilweise, wie in Košice. Man begann, die Rückhalteräume, die sich bis zum Maximum der Rückhaltevolumina gefüllt hatten, langsam wieder zu entleeren. Kritisch war die Situation noch in Spišská Nová Ves. Bis dahin gab es auch ein weiteres Todesopfer. Auch im Osten die Pegel um Trebišov sanken wieder, als man erwartete keine starken Regenfälle.
Das Hochwasser bedrohte weiterhin insbesondere die Ostslowakei. Auch im Nitriansky kraj bestand die Gefahr von Dammbrüchen, die schon durchweicht waren. Die dritte Hochwasserwarnstufe galt am 2. Juni jedoch bereits für zwei Drittel der Slowakei. Im Westen gab es Probleme insbesondere in der Gemeinde Hul bei Šurany, am Fluss Žitava, in Záhorie und in der Gegend von Považská Bystrica und Žilina; im Osten wurden die Gemeinden Jarovnice und Svinia wieder betroffen. Auch die Flüsse Bodrog, Latorica und Ondava, wo schon beim Maihochwasser ein Damm gebrochen war, bedrohten die Landschaft. Der Grenzübergang Slovenské Nové Mesto–Sátoraljaújhely wurde wegen Hochwasser gesperrt.
Die Gemeinde Nižná Myšľa bei Košice war zweimal vom Unwetter am 3. und 4. Juni betroffen; der untere Teil war am Donnerstag vom Hornád überflutet und in der Nacht ein Erdrutsch beschädigte 50 Häuser, 20 davon schwierig und etwa 200 Menschen wurden laut Bürgermeisters Aussage „obdachlos“. Auch im ganzen Okres Košice-okolie wurden mehrere Gemeinden betroffen.
In der Zips wurden vom Hochwasser die Bezirken Poprad, Kežmarok, Stará Ľubovňa betroffen. Der Fluss Poprad und einige seiner Zuflüsse überfluteten Städte Kežmarok, Podolínec, Stará Ľubovňa und Gemeinden Ľubica und Nová Ľubovňa am 4. Juni; dabei wurden einige Brücken zerstört, wie bei Jurské oder Sulín. Der Fluss Topľa überflutete die Stadt Bardejov.
Am Samstag, den 5. Juni wurde der Verkehr auf der Bahnstrecke Košice–Žilina wegen Überflutungen bei Kysak und Kostoľany nad Hornádom eingestellt, konnte aber am Abend wieder aufgenommen werden. Schon einen Tag zuvor musste der Schnellzugbetrieb auf Grund eines Erdrutsches bei Krompachy eingestellt werden. Andere betroffene Bahnlinien sind Plaveč–Stará Ľubovňa, Bardejov–Klušov, Fiľakovo–Ungarn, Spišské Vlachy–Spišské Podhradie und Čata–Šahy. Auch die Autobahn zwischen Prešov und Košice wurde wegen Unterspülungen gesperrt. Die Stadt Košice wurde wieder vom Fluss Hornád bedroht. Eine eingeschränkte Stromversorgung war die Folge, da zahlreiche Einrichtungen wie Trafostationen überflutet waren. Samstag Nachmittag sank der Pegel jedoch wieder. Nach dem 5. Juni bestanden aber keine Überflutungen mehr; nur der Unterlauf von Ondava war im Hochwasserzustand.
Die Hochwasserereignisse hatten auch Auswirkungen im Verhältnis zu den Parlamentswahlen am 12. Juni 2010. Die meisten Parteien haben ihre Wahlkampagnen unterbrochen oder eingeschränkt und versandten Hilfe in die betroffenen Gebiete. Die Regierung hat am Freitag sowohl eine Nothilfe von 25 Millionen Euro versprochen, ebenso von der Europäischen Union wurde Hilfe versprochen, als die Schäden an der Infrastruktur 350 Millionen Euro überschritten wurden. Die ersten Schadenschätzungen bewegten sich im Bereich von 33–90 Mio. Euro. Es wurde auch ermittelt, dass ein Sechstel der landwirtschaftlichen Fläche überflutet oder versumpft war. Am 16. Juli wurden die Schäden auf 695,1 Mio. Euro geschätzt. Noch am selben Tag hat die Regierung die Europäische Union um Hilfe gebeten.
Rückblickend wurden die Schäden in der Slowakei mit 560 Millionen Euro beziffert. Von der EU erhielten sie im Jahr 2011 für diese Schäden 20 Millionen Euro vom Europäischen Parlament zugesagt.

## Tschechien
In Tschechien lagen vor allem der Osten des Landes mit Zlínský kraj und Moravskoslezský kraj schon vor dem Einsetzen der starken Dauerregenfälle seit mehreren Tagen innerhalb eines Schlechtwettergebietes, weswegen das Erdreich bereits gut durchfeuchtet war. Der von Freitag, dem 14. Mai bis Dienstag, dem 18. Mai gefallene Regen ließ Wasserläufe und Regenrückhaltebecken stark anschwellen. Vor allem die kleineren Wasserläufe traten über die Ufer. Für March und Oder sowie mehrere Gewässer in deren Einzugsgebieten – darunter Bečva, Jičínka, Lubina, Ostravice, Olše, Petruvka – wurde die Hochwasserstufe III (Gefährdung) ausgerufen.
Im Einzugsgebiet der March erreichte das Hochwasser den höchsten Stand an der Rožnovská Bečva in Valašské Meziříčí. Das Česky hydrometeorologický ústav verzeichnete am 17. Mai um 8:00 Uhr einen Pegelstand von 444 cm und eine Abflussmenge von 361 m³/s (der Jahresdurchschnittswert hier beträgt 101 cm und die durchschnittliche Abflussmenge 3,5 m³/s), weiter abwärts an der Bečva wurde am selben Tag zwischen 14:00 und 15:00 Uhr am Pegel in Teplice nad Bečvou ein Wasserstand von 641 cm und eine Abflussmenge von 793 m³/s verzeichnet, die Jahresdurchschnittswerte betragen hier 109 cm bzw. 15,3 m³/s. An dieser Stelle wurden wie bereits 1997 die unteren Stockwerke der Kureinrichtungen überflutet. Die March kulminierte in Strážnice am Nachmittag des 19. Mai mit einem Wasserstand von 700 cm und einem Durchfluss von 713 m³/s; die Durchschnittswerte an dieser Stelle belaufen sich auf 210 cm für den Wasserstand und 59,6 m³/s; für die jährliche Abflussmenge. Hier wurde der historische Höchststand des Flusses von 754 cm vom 14. Juli 1997 bislang nicht erreicht. Im Einzugsgebiet der March liegen die an den tschechischen Pegeln verzeichneten Abflussmengen im Rahmen eines 50-jährigen Hochwassers.
Im Einzugsgebiet der Oder wurden ebenfalls extreme Wasserstände aufgezeichnet. Die Ostravice erreichte ihren Höchststand in Ostrava am 18. Mai um 18:00 Uhr mit 500 cm, was einer Abflussmenge von 595 m³/s entspricht; der langjährige durchschnittliche Pegelstand beträgt hier 129 cm, die Abflussmenge 15,5 m³/s. Die Oder kulminierte in Bohumín am 17. Mai um 17:00 Uhr mit einem Pegelstand von 669 cm und einer Abflussmenge von 1060 m³/s. Im langjährigen Durchschnitt hat die Oder hier einen Stand von 189 cm bei einer Abflussmenge von 48,2 m³/s. Auf dem Höhepunkt des Hochwassers in Český Těšín erreichte die Olše am 17. Mai zwischen 7:00 und 8:00 Uhr einen Wasserstand von 543 cm bei einer Abflussmenge von 529 m³/s. Die durchschnittlichen Werte an dieser Messstelle belaufen sich auf einen Pegelstand von 110 cm und eine Abflussmenge von 7,15 m³/s. An der Olše wurde bis auf einen Zentimeter fast der bisherige Höchststand von 530 cm erreicht, der am 8. September 1996 gemessen wurde. Hier entsprach die Abflussmenge einem 50-jährigen Hochwasser. An Oder und Ostravice lagen die beobachteten Abflussmengen unter denen eines Hochwassers mit 50-jähriger Wiederkehr.
Zahlreiche Straßen, darunter die Autobahn D 1 zwischen Ostrava und Bohumín wurden überflutet und die Stadt Karviná durch Hochwasser von der Außenwelt abgeschnitten.
Der Ort Troubky, den die Bečva beim Hochwasser in Mähren 1997 vollständig überflutete, wurde erneut überflutet. Das Hochwasser des Jahres 2010 setzte den Ort bis zu 130 cm hoch unter Wasser. 1997 starben in diesem Ort neun Personen, mehr als 300 Häuser wurden zerstört. Die Bewohner kritisieren, dass seitdem hinsichtlich des Hochwasserschutzes nichts getan wurde. Die Deiche an der Bečva seien noch nicht erneuert und am Oberlauf von Rožnovská und Vsetínská Bečva seien keine weiteren Rückhaltebecken gebaut worden. Auch fehlten immer noch die von der Politik versprochenen Hochwasserpolder. Dies hat auch Einfluss auf die abwärts in Niederösterreich lebenden Anrainer der March.
Nach den großen Schäden beschloss das tschechische Parlament noch in der letzten Sitzung vor den Wahlen am 27. Mai eine Hochwassersonderanleihe über umgerechnet 40 Millionen Euro.

## Ungarn
In Ungarn betraf das Hochwasser alle Landesteile. Hochwasseralarm wurde entlang einer gesamten Strecke von 770 km an den Flüssen Bodva, Hernád, Ipoly (slowak. Ipeľ), Sajó, Tarna und Zagyva ausgerufen. Ministerpräsident Gordon Bajnai rief den Notstand aus. Laut ungarischem Katastrophenschutz mussten im Südosten des Landes 2100 Menschen vor den Wassermassen in Sicherheit gebracht werden. Auch zahlreiche Bäume sind durch die Stürme entwurzelt worden und behinderten den Bahn- und Straßenverkehr, der Bahnverkehr musste größtenteils eingestellt werden.
Der Südwesten Ungarns, rund um den Balaton, wurde durch die starken Regenfälle und durch die starken Stürme in Mitleidenschaft gezogen. Der Niederschlag machte ein Viertel der jährlichen Niederschlagsmenge aus. An die 70 Straßenstücke wurden unterspült oder weggerissen. Etwa 100.000 Personen waren ohne elektrischen Strom.
Große Schäden wurden auch am Straßennetz in Ungarn gemeldet. So musste die Autobahn M1 auf der Strecke zwischen Győr und Komárom von 19. bis 21. Mai gesperrt werden, da Brückenpfeiler unterspült wurden. Auch die M7 erfordert Reparaturen, sodass die Fahrbahn Richtung Balaton ungefähr zwei Wochen gesperrt werden muss. Die nationale Straßenverwaltung sprach sogar davon, dass 70 % der Straßen überflutet worden seien.
Bis 18. Mai wurden die Schäden, mit etwa 10.000 Schadensmeldungen, auf bis zu sechs Milliarden Forint (rund 22 Millionen Euro) beziffert. Da in manchen Komitaten, wie in Borsod-Abaúj-Zemplén, Csongrád, Nógrád, aber auch in Komárom-Esztergom und Győr-Moson-Sopron oft bis zur Hälfte der landwirtschaftlichen Flächen überflutet sind, werden auch deutliche Einbußen bei der Ernte erwartet. Betroffen sind vor allem Raps, Mais und Getreide, da die Aussaat bereits vorüber war und die Samen entweder weggespült wurden oder verfaulten.
Stetig gestiegen ist auch die Theiß, die am 27. Mai schließlich in Kisköre die höchste Hochwasserwarnstufe mit einem Pegelstand von 838 cm erreichte und damit innerhalb einer Woche um rund 2 m stieg.
Nach weiteren Regenfällen und dem Ansteigen der Flüsse musste am 1. Juni im nordostungarischen Komitat Borsod-Abaúj-Zemplén der Notstand ausgerufen werden. 20 Gemeinden waren nicht erreichbar. Zahlreiche Bahnlinien im Nordosten Ungarn mussten eingestellt werden konnten aber nur teilweise durch Busse ersetzt werden. In Budapest lag der Donaupegel nur etwas über dem Normalstand. Starkregen und Stürme setzten auch dem Wald im Mecsek und Zselic-Bergland entlang der Grenze zu Kroatien zu und verursachten große Schäden.